# Nati nel 1948/Febbraio
| Questa pagina contiene informazioni ricavate automaticamente dalle voci biografiche con l'ausilio del template Bio e di un bot. L'aggiornamento è periodico e automatico e ricostruisce completamente la pagina. Se manca una persona in questa lista, sei pregato di non aggiungerla, ma accertati piuttosto che la sua voce biografica contenga il template Bio e che i dati anagrafici siano correttamente compilati. Se il template Bio manca, inseriscilo tu stesso o, in alternativa, metti l'avviso {{tmp\|Bio}} che ne segnala la mancanza. Se i dati riportati sono sbagliati, correggi direttamente la voce biografica; le modifiche saranno visibili in questa lista entro pochi giorni. Per chiarimenti vedi il progetto biografie. La lista contiene solo le 229 persone che sono citate nell'enciclopedia e per le quali è stato implementato correttamente il template Bio. Pagina aggiornata al 18 ago 2025. |

- 1º febbraio - Ravil' Arjapov, ex calciatore sovietico
- 1º febbraio - László Bálint, allenatore di calcio e ex calciatore ungherese
- 1º febbraio - Maria Coscia, politica italiana († 2019)
- 1º febbraio - George Irvine, cestista, allenatore di pallacanestro e dirigente sportivo statunitense († 2017)
- 1º febbraio - Rick James, cantautore, musicista e produttore discografico statunitense († 2004)
- 1º febbraio - Yukie Kagawa, attrice giapponese
- 2 febbraio - Remi Adefarasin, direttore della fotografia britannico
- 2 febbraio - Dave Clement, calciatore britannico († 1982)
- 2 febbraio - Enrico Dioli, sindacalista e politico italiano († 2025)
- 2 febbraio - Giuseppe Papadopulo, ex calciatore e allenatore di calcio italiano
- 2 febbraio - Gildo Rizzato, ex calciatore e dirigente sportivo italiano
- 2 febbraio - Adriano Santini, generale italiano
- 2 febbraio - Nicola Traini, allenatore di calcio e ex calciatore italiano
- 2 febbraio - Romano Tumellero, ex ciclista su strada italiano
- 2 febbraio - Roger Williamson, pilota automobilistico inglese († 1973)
- 3 febbraio - Luciano Bonetti, imprenditore, dirigente d'azienda e dirigente sportivo italiano
- 3 febbraio - Gilbert Collard, scrittore, avvocato e politico francese
- 3 febbraio - János Drapál, pilota motociclistico ungherese († 1985)
- 3 febbraio - Dwight Clinton Jones, politico statunitense
- 3 febbraio - Henning Mankell, scrittore svedese († 2015)
- 3 febbraio - Thomas Rosales, attore e stuntman statunitense
- 3 febbraio - Al Williams, cestista statunitense († 2007)
- 3 febbraio - Carlos Filipe Ximenes Belo, vescovo cattolico est-timorese
- 4 febbraio - Alice Cooper, cantautore e attore statunitense
- 4 febbraio - Antonino Gioè, mafioso italiano († 1993)
- 4 febbraio - Rod Grams, politico statunitense († 2013)
- 4 febbraio - Antonio Mancini, criminale e collaboratore di giustizia italiano († 2024)
- 4 febbraio - Marisol, attrice e cantante spagnola
- 4 febbraio - Jasjit Singh, ex tennista indiano
- 4 febbraio - Tamás Wichmann, canoista ungherese († 2020)
- 4 febbraio - Ram Baran Yadav, politico e medico nepalese
- 5 febbraio - Livio Besso Cordero, politico italiano († 2018)
- 5 febbraio - Elco Brinkman, politico e funzionario olandese
- 5 febbraio - Sven-Göran Eriksson, allenatore di calcio e dirigente sportivo svedese († 2024)
- 5 febbraio - Christopher Guest, comico, regista e compositore statunitense
- 5 febbraio - Barbara Hershey, attrice statunitense
- 5 febbraio - Errol Morris, regista statunitense
- 5 febbraio - Vladimir Sacharov, ex calciatore sovietico
- 5 febbraio - Claudio Sicilia, mafioso e collaboratore di giustizia italiano († 1991)
- 5 febbraio - Fred Taylor, ex cestista statunitense
- 5 febbraio - Viera Tomanová, politica slovacca
- 5 febbraio - Tom Wilkinson, attore britannico († 2023)
- 6 febbraio - José Luis Capón, calciatore spagnolo († 2020)
- 6 febbraio - John Gosling, tastierista britannico († 2023)
- 6 febbraio - Claude Le Roy, allenatore di calcio e ex calciatore francese
- 6 febbraio - Giuseppe Naro, politico italiano
- 6 febbraio - Fiamma Nicolodi, musicologa italiana († 2021)
- 6 febbraio - Andrea Orlandini, ex calciatore italiano
- 6 febbraio - Shahram Shabpareh, cantautore e attore iraniano
- 6 febbraio - Stephen Turnbull, storico e scrittore britannico
- 6 febbraio - Giovanni Valentini, giornalista e scrittore italiano
- 7 febbraio - René Berthod, ex sciatore alpino svizzero
- 7 febbraio - Claudio Caligari, regista e sceneggiatore italiano († 2015)
- 7 febbraio - David Campbell, tastierista, compositore e produttore discografico canadese
- 7 febbraio - Leroy DeLeon, calciatore trinidadiano († 2025)
- 7 febbraio - Flavio Del Barba, ex calciatore italiano
- 7 febbraio - Corrado Francia, cantante italiano († 2021)
- 7 febbraio - David Harvey, ex calciatore scozzese
- 8 febbraio - Bill Cain, ex cestista statunitense
- 8 febbraio - Claudio Grotto, imprenditore italiano
- 8 febbraio - Brian Lloyd, ex calciatore gallese
- 8 febbraio - Jack Maitland, ex giocatore di football americano statunitense
- 8 febbraio - Fabio Trioli, cantante italiano
- 9 febbraio - Jevhen Aržanov, ex mezzofondista sovietico
- 9 febbraio - David Hayman, attore e regista britannico
- 9 febbraio - Cildo Meireles, scultore e artista brasiliano
- 9 febbraio - Véronique Müller, cantante svizzera
- 9 febbraio - Gary Pickford-Hopkins, cantante britannico († 2013)
- 9 febbraio - Antonio Savastano, tenore italiano († 1991)
- 9 febbraio - Greg Stafford, autore di giochi e scrittore statunitense († 2018)
- 9 febbraio - Antonio Zanini, pilota di rally spagnolo
- 10 febbraio - Sven Otto Birkeland, ex calciatore norvegese
- 10 febbraio - Maria Masella, scrittrice e docente italiana
- 10 febbraio - Jimmy Rimmer, ex calciatore inglese
- 10 febbraio - Carlo Sartori, ex calciatore italiano
- 11 febbraio - Susan Bernard, attrice cinematografica e modella statunitense († 2019)
- 11 febbraio - Lew Morrison, hockeista su ghiaccio canadese († 2023)
- 11 febbraio - Gerhard Wucherer, ex velocista tedesco
- 11 febbraio - Yoshihito, principe Katsura, principe giapponese († 2014)
- 12 febbraio - Renato Costa, calciatore brasiliano († 2023)
- 12 febbraio - Aurelio Ferrari, politico italiano
- 12 febbraio - Bernd Franke, ex calciatore tedesco occidentale
- 12 febbraio - Chikae Ide, fumettista giapponese
- 12 febbraio - Raymond Kurzweil, inventore, informatico e saggista statunitense
- 12 febbraio - Giuseppe Marsinano, politico italiano
- 12 febbraio - Kurt Peterson, attore, cantante e produttore teatrale statunitense
- 12 febbraio - Nicholas Soames, politico britannico
- 12 febbraio - Kenji Sōda, ex cestista giapponese
- 12 febbraio - Massimo Zanetti, imprenditore e politico italiano
- 13 febbraio - Jim Crawford, pilota automobilistico britannico († 2002)
- 13 febbraio - Sam Garbarski, regista e sceneggiatore belga
- 13 febbraio - Eizō Kenmotsu, ex ginnasta giapponese
- 13 febbraio - Amedeo Laboccetta, politico italiano
- 13 febbraio - Gustavo Martín Garzo, scrittore spagnolo
- 13 febbraio - Francesca Natividad, attrice, ballerina e attrice pornografica messicana († 2022)
- 13 febbraio - Laura Pollán, attivista e politica cubana († 2011)
- 13 febbraio - Jackie Ridgle, cestista statunitense († 1998)
- 13 febbraio - Hansjörg Schellenberger, oboista tedesco
- 14 febbraio - Carlo Cifalà, giocatore di biliardo italiano
- 14 febbraio - Mayra Gómez Kemp, conduttrice televisiva cubana († 2024)
- 14 febbraio - Jim Pritchard, hockeista su ghiaccio canadese († 2014)
- 14 febbraio - Larisa Vinčaitė, ex cestista sovietica
- 15 febbraio - Ignazio Arcoleo, allenatore di calcio e ex calciatore italiano
- 15 febbraio - Larry DiTillio, sceneggiatore e autore di giochi statunitense († 2019)
- 15 febbraio - Tino Insana, doppiatore e attore statunitense († 2017)
- 15 febbraio - Richard Reynolds, ex calciatore inglese
- 15 febbraio - Giuseppe Rossiello, politico italiano
- 15 febbraio - Art Spiegelman, fumettista statunitense
- 16 febbraio - Claudio Asta, politico italiano
- 16 febbraio - Angelo Calisti, ex calciatore italiano
- 16 febbraio - Troy Evans, attore statunitense
- 16 febbraio - Ladislav Hučko, vescovo cattolico slovacco († 2025)
- 16 febbraio - Harry Kip, ex cestista olandese
- 16 febbraio - James Edward Pough, criminale statunitense († 1990)
- 16 febbraio - Robert Seyfarth, etologo e scrittore statunitense
- 16 febbraio - Eckhart Tolle, scrittore e oratore tedesco
- 16 febbraio - Armando Trasarti, vescovo cattolico italiano
- 16 febbraio - Piet de Zwarte, ex pallanuotista olandese
- 17 febbraio - Valentin Ceaușescu, fisico, dirigente sportivo e ex politico rumeno
- 17 febbraio - Cris Groenendaal, attore teatrale e cantante statunitense
- 17 febbraio - José José, cantante messicano († 2019)
- 17 febbraio - Rick Majerus, allenatore di pallacanestro statunitense († 2012)
- 18 febbraio - Petar Bonačić, calciatore jugoslavo († 2017)
- 18 febbraio - Sinéad Cusack, attrice irlandese
- 18 febbraio - Alfred Hagn, sciatore alpino tedesco († 2020)
- 18 febbraio - Jim Hayes, cestista statunitense († 2009)
- 18 febbraio - Steve Phillips, cantautore e musicista britannico
- 18 febbraio - Enrico Preziosi, imprenditore e dirigente sportivo italiano
- 18 febbraio - Agostino Puppo, rugbista a 15 italiano († 2010)
- 18 febbraio - Federico Páez Martín, ex calciatore spagnolo
- 18 febbraio - Francine Shapiro, psicologa statunitense († 2019)
- 18 febbraio - Marv Winkler, ex cestista statunitense
- 19 febbraio - Mark Andes, bassista e compositore statunitense
- 19 febbraio - Pim Fortuyn, politico olandese († 2002)
- 19 febbraio - Raúl Grijalva, politico statunitense († 2025)
- 19 febbraio - Tony Iommi, chitarrista e compositore britannico
- 19 febbraio - Byron Lichtenberg, ex astronauta e ingegnere statunitense
- 19 febbraio - Peter Silvester, ex calciatore inglese
- 19 febbraio - Clive Sinclair, scrittore britannico († 2018)
- 19 febbraio - Big John Studd, wrestler statunitense († 1995)
- 19 febbraio - Ray Tomlinson, ex cestista e allenatore di pallacanestro australiano
- 19 febbraio - Aljs Vignudelli, giurista italiano
- 20 febbraio - Pierre Bouchard, ex hockeista su ghiaccio canadese
- 20 febbraio - Ivano Dionigi, latinista e traduttore italiano
- 20 febbraio - David Kertzer, antropologo e storico statunitense
- 20 febbraio - Valerij Kopij, ex calciatore sovietico
- 20 febbraio - Yū Koyama, fumettista giapponese
- 20 febbraio - Jennifer O'Neill, attrice e modella brasiliana
- 20 febbraio - Christopher Pissarides, economista britannico
- 20 febbraio - Robert Plomin, psicologo e genetista statunitense
- 20 febbraio - Mathieu Pustjens, ex ciclista su strada olandese
- 21 febbraio - Elizabeth Aston, scrittrice inglese († 2016)
- 21 febbraio - Enrico Gurioli, giornalista e scrittore italiano
- 21 febbraio - Luigi Manconi, politico, sociologo e critico musicale italiano
- 21 febbraio - Pedro Martínez, ex calciatore messicano
- 21 febbraio - Roberto de Mattei, storico italiano
- 21 febbraio - Diego Mosna, imprenditore e dirigente sportivo italiano
- 21 febbraio - Paul Newton, bassista, cantante e polistrumentista britannico
- 21 febbraio - Milena Sarri, politica italiana
- 21 febbraio - Giovanni Ullu, cantautore, compositore e arrangiatore italiano
- 21 febbraio - Christian Vander, batterista francese
- 22 febbraio - John Ashton, attore statunitense († 2024)
- 22 febbraio - Dennis Awtrey, ex cestista statunitense
- 22 febbraio - Giuseppe Bellocco, mafioso italiano
- 22 febbraio - Angelika Bender, attrice, doppiatrice e conduttrice radiofonica tedesca
- 22 febbraio - Giovanni Fiorentini, fisico italiano († 2022)
- 22 febbraio - Francesco Fonti, mafioso e collaboratore di giustizia italiano († 2012)
- 22 febbraio - Rhonda Hynes, ex cestista australiana
- 22 febbraio - Joe LaBarbera, batterista e compositore statunitense
- 22 febbraio - Jacques Fred Petrus, disc jockey e produttore discografico francese († 1987)
- 22 febbraio - Antonio Razzi, personaggio televisivo e ex politico italiano
- 22 febbraio - Linda de Suza, cantante e scrittrice portoghese († 2022)
- 23 febbraio - Trevor Cherry, calciatore e allenatore di calcio inglese († 2020)
- 23 febbraio - Manuel Clarés, ex calciatore spagnolo
- 23 febbraio - Ferdinando Di Orio, medico e politico italiano
- 23 febbraio - Gérard Martinelli, ex calciatore francese
- 23 febbraio - Doug Moench, fumettista statunitense
- 23 febbraio - Edoardo Nevola, attore e doppiatore italiano
- 23 febbraio - Gabriele Pagliuzzi, politico italiano
- 23 febbraio - Bill Alexander, regista teatrale britannico
- 23 febbraio - Hiroshi Sugimoto, fotografo e artista giapponese
- 24 febbraio - Oliver Cheatham, cantante statunitense († 2013)
- 24 febbraio - Julieta Norma Fierro Gossman, fisica e astronoma messicana
- 24 febbraio - Luis Galván, calciatore argentino († 2025)
- 24 febbraio - Ivar Hoff, allenatore di calcio norvegese
- 24 febbraio - David Quammen, saggista e divulgatore scientifico statunitense
- 24 febbraio - Walter Smith, calciatore, allenatore di calcio e dirigente sportivo scozzese († 2021)
- 24 febbraio - Tim Staffell, bassista e cantante britannico
- 25 febbraio - Aldo Busi, scrittore, traduttore e opinionista italiano
- 25 febbraio - Danny Denzongpa, attore e regista indiano
- 25 febbraio - Friedrich Koncilia, allenatore di calcio e ex calciatore austriaco
- 25 febbraio - Livio Luppi, allenatore di calcio e ex calciatore italiano
- 25 febbraio - Fritz Ohlwärter, bobbista tedesco
- 26 febbraio - Ruy Castro, giornalista, scrittore e traduttore brasiliano
- 26 febbraio - David Edgar, commediografo britannico
- 26 febbraio - Priscilla Lopez, attrice, ballerina e cantante statunitense
- 26 febbraio - Boutros Marayati, arcivescovo cattolico siriano
- 26 febbraio - Sharyn McCrumb, scrittrice statunitense
- 26 febbraio - Djuro Šorgić, calciatore jugoslavo († 2012)
- 27 febbraio - Féodor Atkine, attore e doppiatore francese
- 27 febbraio - Enrique Cerezo, produttore cinematografico e dirigente sportivo spagnolo
- 27 febbraio - Eckhard Dagge, pugile tedesco († 2006)
- 27 febbraio - Wolfgang Köpcke, ex pentatleta tedesco
- 27 febbraio - Alec Lindsay, ex calciatore inglese
- 27 febbraio - Terry O'Neill, attore e artista marziale britannico
- 27 febbraio - Andrea Papini, politico italiano
- 27 febbraio - Seraphim di Glastonbury, vescovo cristiano orientale inglese
- 28 febbraio - Steven Chu, fisico e politico statunitense
- 28 febbraio - Olimpia Di Nardo, attrice e cantante italiana († 2003)
- 28 febbraio - Mike Figgis, regista, sceneggiatore e compositore britannico
- 28 febbraio - Kjell Isaksson, ex astista svedese
- 28 febbraio - Renzo Martinelli, regista e sceneggiatore italiano
- 28 febbraio - Antimo Palano, fisico italiano
- 28 febbraio - Bernadette Peters, attrice, cantante e scrittrice statunitense
- 28 febbraio - Mercedes Ruehl, attrice statunitense
- 28 febbraio - Alfred Sant, politico e scrittore maltese
- 29 febbraio - Jirō Akagawa, romanziere giapponese
- 29 febbraio - Chung Un-chan, politico sudcoreano
- 29 febbraio - Gérard Darmon, attore e cantante francese
- 29 febbraio - Gino Ferretti, ingegnere italiano
- 29 febbraio - Ken Foree, attore statunitense
- 29 febbraio - Davie Johnston, ex calciatore scozzese
- 29 febbraio - Hermione Lee, biografa e critica letteraria britannica
- 29 febbraio - Manoel Maria, ex calciatore brasiliano
- 29 febbraio - Patricia A. McKillip, scrittrice statunitense († 2022)
- 29 febbraio - Geoff Nicholls, tastierista e chitarrista britannico († 2017)
- 29 febbraio - Yanti Somer, attrice e ex modella finlandese
- 29 febbraio - Martin Suter, scrittore svizzero
- 29 febbraio - Kerry Walker, attrice australiana